# バーデン・ヴュルテンベルク級フリゲート
バーデン・ヴュルテンベルク級フリゲート（ドイツ語: Fregatte Baden-Württemberg-Klasse）は、ドイツ海軍のフリゲートの艦級。公称艦型は125型（Klasse F125）。

## 来歴
西ドイツ海軍および統一ドイツ海軍（ドイツ海軍）では、まず101型駆逐艦（ハンブルク級）として大型水上戦闘艦の国産化に着手したのち、アメリカ海軍のチャールズ・F・アダムズ級を元にした103型駆逐艦（リュッチェンス級）、オランダ海軍のコルテノール級を元にした122型フリゲート（ブレーメン級）、輸出用のMEKO型フリゲートを元にした123型フリゲート（ブランデンブルク級）、これを発展させた124型フリゲート（ザクセン級）と、着実に整備を進めてきた。このうち、ザクセン級は21世紀に入ってからの就役ではあるが、基本的には20世紀末に開発された対空兵器システムを主兵装とする防空艦であった。
これに対し、21世紀に入って大きく変化した世界の軍事環境に対応して建造されることになったのが本型である。開発にあたっては、マルチハザード化およびグローバル化に伴う任務の多様化に対応するため、思い切ったトレードオフ開発が行われた。本型は安定化戦力 (de:Stabilisierungskräfte) の一翼を担うものとして構想されたことから、非対称戦争・戦争以外の軍事作戦を重視しており、従来のドイツ海軍フリゲートが備えていたような防空・対潜戦能力はほとんど削ぎ落とされた。
2007年6月、まずバッチ1として4隻を建造する契約が締結されて、建造が開始された。

## 設計
上記の経緯から、本型では、遠隔地において長期間に渡る任務を少人数で安定的に遂行できるように要求されており、設計にあたっては下記のような要求事項が提示された。
- 母港を離れての連続展開期間: 2年（24ヶ月）
- 海上での作戦時間: 5,000時間/年
- 大規模オーバーホール実施間隔: 約60ヶ月
- 乗員交代: 4ヶ月ごと（交代は48時間以内に完了）

また冷戦構造崩壊後の防衛予算削減に対応するため、省人員化も積極的に進められており、乗員は1タイプ前のブランデンブルク級（243名）よりも100人近く少ない140名となっており、加えて平和維持活動などの行動のために、50名分の居住区画を有する。少人数で抗堪性を確保するため、多機能レーダーの構造物、戦闘指揮所や通信室、機関制御室などの枢要区画は船体の前後2ヶ所に分けて分散配置されたほか、船体は二重隔壁により、それぞれ独立した電力供給・吸排気・空調系を備えた6つの水密区画に区分されている。また艦首尾線に沿った3本の箱形桁材（ボックスガーダー）を有するという内部構造はブランデンブルク級・ザクセン級と同様だが、これは構造的な強化だけでなく、船体が被弾した場合の爆発破片から電気配線や各種パイプ類を保護するという役割も果たしている。
主機方式としてはディーゼルエレクトリック・ガスタービン複合推進（CODLAG）方式が採用されている。巡航機としては、MTU 20V4000 M53Bディーゼルエンジン4基を発電機として使用したディーゼル・エレクトリック方式が、加速機としてはゼネラル・エレクトリック LM2500ガスタービンエンジン1基が用いられる。また設備が整っていない港湾に曳船の支援なしで出入港する状況や、特殊作戦時に洋上で定位置を保つなどの精密な操艦を求められる状況などを考慮して、バウスラスターも搭載される。なおディーゼル発電機による電力は、推進器の駆動だけでなく艦内電力にも使用されるが、このディーゼルエンジンは、大規模なオーバーホールを実施するまでの期間が長い中速度のエンジンであり、遠隔地での継戦能力維持に寄与するものと期待されている。

## 装備
メインセンサーとしては、EADS傘下のカシディアン社が開発したCバンドのTRS-4D多機能レーダーが搭載される。4面のアクティブ・フェイズド・アレイ（AESA）アンテナは、上記の通り前後2つの上部構造物に分散配置されており、前部に45度と135度を向いたもの、後部に225度と315度を向いたものが固定装備されている。またこれを補完する光学センサーとして、ディール社のSIMONEも搭載される。一方、ソナーとしては、アトラス社の対戦闘泳者用ソナー（DDS）であるケルベルス Mod.2が搭載される。これは70～130kHzの高周波数を用いる吊下げ式ソナーで、スクーバ潜水具を用いたダイバーであれば900m、閉式潜水具を用いたダイバーであれば700mで探知できる性能を備えているとされている。
武器システムに関しては、上記のとおり、非対称戦争に注力したものとなっている。従来のドイツ海軍フリゲートでは76mm砲が主流だったのに対し、本級では沿岸部への兵力投射の際の火力支援任務を重視して、オート・メラーラ 127 mm 砲の長砲身（64口径長）モデルが搭載される。これは誘導砲弾を発射することが可能で、これにより最大100kmの射程を有する。計画当初は、さらに艦砲射撃時の威力を増大させるため、PzH2000 155mm自走榴弾砲の砲塔部分を艦載化することも計画された（MONARC計画）ほか、MLRSの艦載化も検討されたが、冒険的な要素が大きすぎたことから、127mm砲装備に落ち着いた。このほか、より小口径の機関銃・砲が充実しているのも特徴で、マウザーBK-27 27mm機関砲を単装に配したヒットロールNT RWSを2基搭載するほか、12.7mm重機関銃も、遠隔操作型を2挺と手動操作型を5挺搭載している。
艦対艦ミサイルとしては従来通りのハープーンを搭載するが、NSMへの更新が予定されている。一方、艦固有の対潜兵器は一切搭載されておらず、対潜捜索も含めて艦載ヘリコプターであるNFH90 2機に依存する。
対空兵器もRAM近接防空ミサイルに限定されている。ただし、主砲とRAM発射機の間に何も搭載されていない区画があり、VLSを搭載できる区画と推測されている。2024年12月には、IRIS-T SLM艦対空ミサイル（IRIS-Tの中SAM仕様、射程距離約40km）の本級への搭載についての実行可能性調査が発注された。
沿岸部への戦力投射任務を重視して、特殊部隊50名を乗艦させることができる。その移送としては、2機のNFH90ヘリコプター用の格納庫とヘリコプター甲板が用意されているほか、40ノットの速力を発揮できる11メートル型複合艇（RHIB）が4隻、船体両舷のレセスに収容されている。

## 比較表
|          |            | B・ヴュルテンベルク級      | 26型                        | コンステレーション級   | ニーダーザクセン級              |
| -------- | ---------- | -------------------------- | --------------------------- | ---------------------- | ------------------------------- |
| 船体     | 満載排水量 | 7,316 t                    | 8,000 t                     | 7,291 t                | 10,550 t                        |
| 船体     | 全長       | 149.5 m                    | 149.9 m                     | 151.18 m               | 166 m                           |
| 船体     | 全幅       | 18.8 m                     | 20.75 m                     | 19.81 m                | 21.7 m                          |
| 主機     | 方式       | CODLAG                     | CODLOG                      | CODLAG                 | CODLAD                          |
| 主機     | 出力       | 27,000 hp                  | 46,500 hp                   | 40,600 hp              | 43,000 hp                       |
| 主機     | 速力       | 26 kt                      | 26 kt                       | 26 kt                  | 26 kt                           |
| 兵装     | 砲熕       | 64口径127mm単装砲×1基      | 62口径5インチ単装砲×1基     | 70口径57mm単装砲×1基   | 64口径127mm単装砲×1基           |
| 兵装     | 砲熕       | 27mm機関砲×2基             | ファランクス CIWS×2基       | 70口径57mm単装砲×1基   | 27mm機関砲×2基                  |
| 兵装     | 砲熕       | 12.7mmRWS×5基              | DS30M 30mm機銃×2基          | M240またはM2機銃×複数  | 12.7mm機銃×2基                  |
| 兵装     | 砲熕       | 12.7mm機銃×2基             | ―                           | M240またはM2機銃×複数  | ―                               |
| 兵装     | ミサイル   | RAM 21連装発射機×2基       | VLS×24セル （シーセプター） | Mk.41 VLS×32セル       | Mk.41 VLS×16セル （SM-2、ESSM） |
| 兵装     | ミサイル   | RAM 21連装発射機×2基       | Mk.41 VLS×24セル            | RAM 21連装発射機×1基   | RAM 21連装発射機×2基            |
| 兵装     | ミサイル   | ハープーン 4連装発射筒×2基 | ―                           | NSM 4連装発射筒×4基    | NSM 4連装発射筒×2基             |
| 兵装     | 水雷       | ―                          | 3連装短魚雷発射管×2基       | ―                      | ―                               |
| 艦載機   | 艦載機     | NFH90×2機                  | AW159 / AW101×1機           | MH-60R×1機 + MQ-8C×1機 | NFH90×2機                       |
| 同型艦数 | 同型艦数   | 4隻                        | 8隻予定                     | 20隻予定 （1隻艤装中） | 6隻予定 （1隻艤装中）           |

## 同型艦

### 一覧表
| 艦番号 | 艦名                                                 | 起工            | 進水            | 就役           |
| ------ | ---------------------------------------------------- | --------------- | --------------- | -------------- |
| F222   | バーデン＝ヴュルテンベルク Baden-Württemberg         | 2011年 11月2日  | 2013年 12月12日 | 2019年 6月17日 |
| F223   | ノルトライン＝ヴェストファーレン Nordrhein-Westfalen | 2012年 10月24日 | 2015年 4月16日  | 2020年 6月10日 |
| F224   | ザクセン＝アンハルト Sachsen-Anhalt                  | 2014年 6月4日   | 2016年 3月4日   | 2021年 5月17日 |
| F225   | ラインラント＝プファルツ Rheinland-Pfalz             | 2015年 1月29日  | 2017年 5月24日  | 2022年 7月13日 |

### 運用史
1番艦「バーデン・ヴュルテンベルク」は、相次ぐ遅れを経て2016年に海上公試を開始したが、その結果を踏まえて、連邦軍の装備を監督する装備・情報技術・インサービスサポート局 (BAAINBw) は同艦の受領を拒否し、造船所に差し戻した。船体が著しく右に傾いていたほか、搭載ソフトウエアにバグがあるうえ、見当違いの武器を装備しているとされる。結局、建造したブローム・ウント・フォスで2年半に及ぶ改修を経て、2019年6月17日で就役した。
その後もトラブルはなかなか解決されず、本来の力を発揮できるようになったとみなされたのは2023年半ばのことだった。これを受けて、2024年には、「バーデン・ヴュルテンベルク」は補給艦「フランクフルト・アム・マイン」とともにドイツ海軍によるインド太平洋方面派遣（IPD24）としてインド太平洋地域へ派遣された。5月8日にスペインのロタ海軍基地を出港し、大西洋を横断してパナマ運河を通って太平洋に入り、6月からハワイで実施された環太平洋合同演習（RIMPAC）に参加した後、同年8月20日には東京国際クルーズターミナルに入港した。しかしその後、ヨーロッパへの帰路においては、イエメンのイスラーム過激派であるフーシによる対艦ミサイル攻撃を警戒して、紅海を避けて喜望峰ルートを採択しており、水上戦闘艦であるにも関わらず暴力的な非国家主体からの自衛すらままならないことは批判を受けた。